# 卡奇罗德
卡奇罗德（Khachrod），是印度中央邦Ujjain县的一个城镇。总人口29897（2001年）。

## 人口
该地2001年总人口29897人，其中男性15288人，女性14609人；0—6岁人口4651人，其中男2512人，女2139人；识字率64.22%，其中男性为73.57%，女性为54.44%。